# Marcel L'Herbier
Marcel L'Herbier, född 23 april 1888 i Paris, död 26 november 1979, var en fransk filmregissör, teoretiker inom film och TV, romanförfattare, manusförfattare, poet och kompositör.

## Karriär
Marcel L'Herbier började sin karriär som musikskribent och poet i början av 1910-talet, men hamnade under första världskriget vid en filmenhet, och blev därigenom mer intresserad av film. Han påbörjade sin första experimentella film 1917, den aldrig fullbordade Phantasmes. År 1919 kom hans första långfilm, Rose-France, som gjordes för Gaumont och var inspirerad av den litterära symbolismen. På 1920-talet blev L'Herbier en ledande gestalt inom den franska filmen och provade sig fram till nya tekniker, bland annat i hur han arbetade med ljus och skugga, anamorfa objektiv och dubbelexponeringar. År 1923 lämnade han Gaumont och startade det oberoende bolaget Cinégraphic, genom vilket han sedan gjorde flera stora och betydelsefulla filmer. Bland hans viktigaste filmer finns L'Homme du large från 1920, Eldorado från 1921, L'Inhumaine från 1924 och den tre timmar långa Pengar från 1928.
Med ljudfilmens intåg upphörde L'Herbiers formexperiment och han kom istället att ägna sig åt konventionella genre- och kostymfilmer. Han var med och bildade Franska cinemateket 1936 och grundade filmskolan IDHEC 1943. Efter andra världskriget kom han främst att arbeta inom TV.

## Regi i urval
- Phantasmes (1917) - ofullbordad
- Rose-France (1919)
- L'Homme du large (1920)
- Eldorado (1921)
- L'Inhumaine (1924)
- Salig Mathias Pascal (Feu Mathias Pascal) (1925)
- Pengar (L'Argent) (1928)
- Furstenätter (Nuits de princes) (1930)
- La Mystère de la chambre jaune (1930)
- Full hand (L'Epervier) (1933)
- Det omringade tornet (La Route impériale) (1935)
- Attentatet (Le Bonheur) (1935)
- Med släckta landternor (Veille d'armes) (1935)
- Havens gentlemän (La Porte du large) (1936)
- Guldets makt och kvinnans (Les Hommes nouveaux) (1936)
- Brännmärkt (Forfaiture) (1937)
- Revolt (La Citadelle du silence) (1937)
- Rasputin (La Tragédie impériale) (1937)
- Nätter av eld (Nuits de feu) (1937)
- Adrienne Lecouvreur (1938)
- Ecco la felicità (1940)
- Histoire de rire (1941)
- Lyckodrömmen (La Nuit fantastique) (1941)
- L'Honorable Catherine (1942)
- La Comédie du bonheur (1942)
- La Vie de bohême (1942)
- Älska mej, odjur! (Au petit bonheur) (1945)